# 에어제타
에어제타(영어: Air Zeta)는 (구 에어인천) 대한민국의 화물 항공사로 허브공항으로는 인천국제공항을 이용하고 있다.

## 연혁

### 2010년대

#### 2012년
- 1월 18일: 에어인천(주) 설립[2]
- 3월 6일: 인천광역시와 MOU체결
- 5월 11일: 1호기 임대계약 완료
- 5월 22일: 국제항공운송사업 면허(제8호) 취득

#### 2013년
- 2월 8일: 1호기 감항증명서 발급
- 2월 11일: 1호기 도입 (보잉 737-400SF, HL8271)
- 2월 26일: AOC 증명 발급
- 3월 2일: 상업비행 개시, 취항
- 11월 9일: 2호기 도입 (보잉 737-400SF, HL8291)

#### 2014년
- 4월 21일: 서울(인천) - 도쿄(나리타) 신규취항
- 4월 30일: 서울(인천) - 사할린 신규취항
- 7월 1일: 서울(인천) - 옌타이(펑라이) 신규취항

#### 2015년
- 9월 8일: 서울(인천) - 지난 신규취항

#### 2016년
- 4월 1일: 서울(인천) - 청두(솽류) 신규취항
- 12월 29일: 서울(인천) - 쉬저우 전세편 취항

#### 2018년
- 4월 9일: 3호기 도입 (보잉 767-300ER/BDSF, HL8319)
- 4월 30일: 서울(인천) - 하노이 신규취항
- 6월 29일: 서울(인천) - 웨이하이 신규취항

#### 2019년
- 3월 14일: 2호기 송출 (보잉 737-400SF, HL8291)
- 8월 5일: 3호기 송출 (보잉 767-300ER/BDSF, HL8319)

### 2020년대

#### 2021년
- 2월 10일: 4호기 도입 (보잉 737-800SF, HL8338)
- 8월 23일: 5호기 도입 (보잉 737-800SF, HL8319)
- 10월 2일: 1호기 송출 (보잉 737-400SF, HL8271)
- 10월 21일: 6호기 도입 (보잉 737-800SF, HL8503)

#### 2022년
- 6월 22일: 7호기 도입 (보잉 737-800SF, HL8355)
- 11월 12일: 서울(인천) - 다카 신규취항
- 12월 12일: 신임대표 이승환 취임

#### 2024년
- 12월 11일: 신임대표 김관식 취임

#### 2025년
- 8월 1일: 에어인천에서 에어제타로 사명 변경 및 아시아나항공 화물 사업 인수

## 운항 노선
|  | 허브        |
|  | 취항 예정지 |
|  | 단항지      |

style="background:#DDDDDD"

| 도시                                                                                  | 공항 IATA    | 공항 ICAO                    | 공항 이름 | 주석 및 비고 | 운항 횟수                    |
| ------------------------------------------------------------------------------------- | ------------ | ---------------------------- | --------- | ------------ | ---------------------------- |
| 서울/인천 \|\| align=center\|ICN \|\| align=center\|RKSI \|\| 인천                    | 허브         |                              |           |              |                              |
| 옌타이                                                                                | YNT          | ZSYT                         | 펑라이    | [ 3 ]        | 주 3회 운항, 인천국제공항 발 |
| 지난 \|\| align=center\|TNA \|\| align=center\|ZSJN \|\| 야오창                       | [ 4 ]        | 주 5회 운항, 인천국제공항 발 |           |              |                              |
| 칭다오 \|\| align=center\|TAO \|\| align=center\|ZSQD \|\| 류팅                       |              | 주 3회 운항, 인천국제공항 발 |           |              |                              |
| 칭다오                                                                                | TAO          | ZSQD                         | 자오둥    | [ 5 ]        | 주 3회 운항, 인천국제공항 발 |
| 도쿄 \|\| align=center\|NRT \|\| align=center\|RJAA \|\| 나리타                       | [ 6 ]        | 주 6회 운항, 인천국제공항 발 |           |              |                              |
| 삿포로 \|\| align=center\|CTS \|\| align=center\|RJCC \|\| 신치토세                   | [ 7 ]        | 주 1회 운항, 인천국제공항 발 |           |              |                              |
| 울란바타르                                                                            | UBN          | ZMCK                         | 칭기즈 칸 |              | 주 3회 운항, 인천국제공항 발 |
| 쿠알라룸푸르 \|\| align=center\|KUL \|\| align=center\|WMKK \|\| 쿠알라룸푸르         | [ 8 ]        | 주 5회 운항, 인천국제공항 발 |           |              |                              |
| 하노이 \|\| align=center\|HAN \|\| align=center\|VVNB \|\| 노이바이                   | [ 9 ] [ 10 ] | 주 6회 운항, 인천국제공항 발 |           |              |                              |
| 다카                                                                                  | DAC          | VGHS                         | 샤잘랄    | [ 11 ]       | 주 1회 운항, 인천국제공항 발 |
| 유즈노사할린스크 \|\| align=center\|UUS \|\| align=center\|UHSS \|\| 유즈노사할린스크 | [ 6 ]        | 주 3회 운항, 인천국제공항 발 |           |              |                              |

## 보유 기종
- 2025년 8월 기준으로 다음과 같이 보유하고 있으며, 평균 기령은 24.5년으로 화물항공기 특성상 대한민국 항공사 중 평균 기령이 가장 높다.[12]

## 같이 보기
- 인천국제공항
- 인화정공